# Міхаловиці (Малопольське воєводство)
Міхаловіце (пол. Michałowice) — село в Польщі, у гміні Міхаловіце Краківського повіту Малопольського воєводства.
Населення — 2960 осіб (2011).
У 1975-1998 роках село належало до Краківського воєводства.

## Демографія
Демографічна структура станом на 31 березня 2011 року:
|          | Загалом | Допрацездатний вік | Працездатний вік | Постпрацездатний вік |
| -------- | ------- | ------------------ | ---------------- | -------------------- |
| Чоловіки | 1486    | 358                | 1007             | 121                  |
| Жінки    | 1474    | 327                | 904              | 243                  |
| Разом    | 2960    | 685                | 1911             | 364                  |